# Ophichthinae
Ophichthinae Günther, 1870 è una sottofamiglia di pesci anguilliformi della famiglia Ophichthidae.

## Tassonomia
- Genere Rhinophichthus McCosker, 1999
- Tribù Bascanichthyini
  - Genere Allips McCosker, 1972
  - Genere Bascanichthys Jordan & Davis, 1891
  - Genere Caralophia Böhlke, 1955
  - Genere Dalophis Rafinesque, 1810
  - Genere Ethadophis Rosenblatt & McCosker, 1970
  - Genere Gordiichthys Jordan & Davis, 1891
  - Genere Leptenchelys Myers & Wade, 1941
  - Genere Phaenomonas Myers & Wade, 1941
- Tribù Callechelyini
  - Genere Aprognathodon Böhlke, 1967
  - Genere Callechelys Kaup, 1856
  - Genere Letharchus Goode & Bean, 1882
  - Genere Leuropharus Rosenblatt & McCosker, 1970
  - Genere Paraletharchus McCosker, 1974
  - Genere Xestochilus McCosker, 1998
- Tribù Ophichthini
  - Genere Aplatophis Böhlke, 1956
  - Genere Brachysomophis Kaup, 1856
  - Genere Echelus Rafinesque, 1810
  - Genere Echiophis Kaup, 1856
  - Genere Elapsopis Kaup, 1856
  - Genere Evips McCosker, 1972
  - Genere Herpetoichthys Kaup, 1856
  - Genere Hyphalophis McCosker & Böhlke, 1982
  - Genere Kertomichthys McCosker & Böhlke, 1982
  - Genere Leiuranus Bleeker, 1853
  - Genere Lethogoleos McCosker & Böhlke, 1982
  - Genere Malvoliophis Whitley, 1934
  - Genere Myrichthys Girard, 1859
  - Genere Mystriophis Kaup, 1856
  - Genere Ophichthus Ahl, 1789
  - Genere Ophisurus Lacepède, 1800
  - Genere Phyllophichthus Gosline, 1951
  - Genere Pisodonophis Kaup, 1856
  - Genere Quassiremus Jordan & Davis, 1891
  - Genere Scytalichthys Jordan & Davis, 1891
  - Genere Xyrias Jordan & Snyder, 1901
- Tribù Sphagebranchini
  - Genere Apterichtus Duméril, 1806
  - Genere Caecula Vahl, 1794
  - Genere Cirrhimuraena Kaup, 1856
  - Genere Cirricaecula Schultz in Schultz, Herald, Lachner, Welander & Woods, 1953
  - Genere Hemerorhinus Weber & de Beaufort, 1916
  - Genere Ichthyapus Brisout de Barneville, 1847
  - Genere Lamnostoma Kaup, 1856
  - Genere Stictorhinus Böhlke & McCosker, 1975
  - Genere Yirrkala Whitley, 1940